# Horror vacui (album)
Horror vacui è il quinto album in studio del gruppo musicale italiano Linea 77, pubblicato l'8 febbraio 2008 dalla Universal Music Group.
L'album è presente nella classifica dei 100 dischi italiani più belli di sempre stilata da Rolling Stone Italia alla posizione numero 43.

## Descrizione
Prodotto da Toby Wright e registrato presso i Skip Saylor Studios di Los Angeles (California), Horror vacui è il primo album nella carriera del gruppo ad essere stato inciso completamente in presa diretta, nonché il primo a figurare due chitarre, suonate da Chinaski e dal bassista Dade. Rispetto alle precedenti pubblicazioni i Linea 77 hanno ridotto i testi in inglese, dando più spazio a quelli in italiano; tra i brani vi sono anche Sogni risplendono, realizzato con la partecipazione di Tiziano Ferro, e una nuova versione di Touch, originariamente tratta dal primo album Too Much Happiness Makes Kids Paranoid.

## Promozione
Horror vacui è stato promosso da cinque video musicali, pubblicati tra gennaio 2008 e febbraio 2009: Il mostro, Sogni risplendono, La nuova musica italiana, The Sharp Sound of Blades e Mi vida. Nel video di La nuova musica italiana, in particolare, hanno preso parte numerosi artisti appartenenti alla scena musicale italiana, quali Afterhours, Caparezza, Casino Royale, Amari, Cor Veleno, Meg, Stokka & MadBuddy, Subsonica, Il Teatro degli Orrori e Tre Allegri Ragazzi Morti.
Nel 2009 l'album è stato ripubblicato con l'aggiunta di un DVD contenente il concerto all'Hiroshima Mon Amour di Torino, un'intervista e il video di Mi vida.

## Tracce
Testi e musiche di Paolo Pavanello, Davide Pavanello, Emiliano C. Audisio, Nicola Sangermano e Christian Montanarella, eccetto dove indicato.
1. The Sharp Sound of Blades – 3:48
2. Sempre meglio – 3:16
3. Grotesque – 3:04
4. Il mostro – 4:24
5. Sogni risplendono (featuring Tiziano Ferro) – 3:39 (Paolo Pavanello, Davide Pavanello, Emiliano Audisio, Nicola Sangermano, Christian Montanarella, Tiziano Ferro)
6. My Magic Skeleton – 3:43
7. Penelope – 3:57
8. Mi vida – 3:50
9. Overload – 4:11
10. La nuova musica italiana – 4:55
11. Touch 2.0 – 2:49

Traccia bonus nell'edizione deluxe
1. Pete – 3:46

Traccia bonus nell'edizione di iTunes
1. Kings – 3:54

DVD bonus nell'edizione limitata
- Live @ Hiroshima Mon Amour (Torino) / 21.03.2008

1. The Sharp Sound of Blades – 3:43
2. Sempre meglio – 3:20
3. Grotesque – 3:06
4. Penelope – 4:00
5. Il mostro – 4:23

- Extras

1. Video intervista (by Domenico Mungo) – 58:18
2. Mi vida Videoclip (by Chiara Mirelli) – 3:50

## Formazione
Gruppo
- Emi – voce
- Nitto – voce
- Chinaski – chitarra
- Dade – basso, chitarra
- Tozzo – batteria

Altri musicisti
- Tiziano Ferro – voce aggiuntiva (traccia 5)

Produzione
- Toby Wright – produzione, registrazione, missaggio
- James Musshorn – ingegneria del suono
- Michael Salcido – assistenza tecnica
- Stephen Marcussen – mastering
- Michele Canova Iorfida – registrazione voce di Ferro (traccia 5)